# Corquín
Corquín est une municipalité du Honduras, située dans le département de Copán.
Fondée par le décret n° 69 du 11 mars 1926, la municipalité de Corquín comprend 9 villages et 75 hameaux.

## Crédit d'auteurs
- (en) Cet article est partiellement ou en totalité issu de l’article de Wikipédia en anglais intitulé « Corquín » (voir la liste des auteurs).